# 八尾木材工芸
八尾木材工芸株式会社（やおもくざいこうげい）は、大阪府八尾市に本社を置く、家具販売会社である。通称「やおもく」

## 店舗および所在地
- 本館「面白倉庫」
  - 八尾市光南町2-41
- 別館「宝島」
  - 八尾市光南町2-41
- ベッド専門館「寝台屋」
  - 八尾市本町3-5-6
- プレミアムベッド館
  - 八尾市本町5-8-13